# Кейт Мосс
Кейт Мосс (англ. Kate Moss; нар. 16 січня 1974 у Лондонi в Аддіскомб) — британська супермодель та модельєрка, акторка, автобіографка.

## Життєпис
Народилася 16 січня 1974 року в Лондоні. У Кейт Мосс один брат — Нік, який також є моделлю. Батьки розлучилися 1989 року. 
Зустрічалася з Джонні Деппом в 1994—1998 роках. Протягом цього часу у Мосс з'явилися проблеми з наркотиками, що призвело до тривалого лікування в клініці.
З 2011 по 2016 була одружена з Джеймі Гінсом. Народила доньку Лілу Ґрейс Мосс-Гек.

## Кар'єра
У світі моделей була введена Сарою Дукас зі «Storm Agency» в 1988 році. Дукас звернула увагу на 14-річну Мосс в аеропорту JFK в Нью-Йорку (Кейт з батьками поверталися з Багамських островів). Мосс стала з'являтися на обкладинках найпрестижніших журналів, таких як британський «The Face» і американський «Vogue». Топ-моделлю стала, працюючи обличчям Calvin Klein. Працювала в таких компаніях, як Dolce & Gabbana, Gianni Versace, L'Oréal, Yves Saint Laurent. 
Мосс дебютувала як акторка в документальній стрічці Models Close-Up, а потім у комедійному серіалі French and Saunders. Також випустила автобіографію «Історія Кейт Мосс».
У 2000 році її статки оцінювали в 26 300 000 доларів США. Як модель заробляла 10 000 доларів за день. Контракт із Calvin Klein за 100 днів роботи становив суму 4 000 000 доларів США.
У 2005 році британська газета Daily Mirror оприлюднила випадки вживання Кейт Мосс наркотиків. Це призвело до розриву контракту топ-моделі, і Мосс була названа «найбільш авантюрною моделлю в історії останніх років» (Daily Mirror Magazine). Мосс вдалося відновити більшість контрактів. У 2006 році знялась у насичених еротикою рекламах білизни Agent Provocateur.
В даний час бере участь в рекламі нової колекції для Коко Шанель Mademoiselle. Також створила лінію пафумів під власним ім'ям.

## Музичні кліпи
- «Something About the Way You Look Tonight» (Elton John, 1997).
- «I Just Don't Know What To Do With Myself» (The White Stripes, 2003).
- «Bleeding Heart» (Jimi Hendrix, 2010).
- «White Light» (Джордж Майкл, 2012).|  | В іншому мовному розділі є повніша стаття Kate Moss(англ.). Ви можете допомогти, розширивши поточну статтю за допомогою перекладу з англійської. - Не перекладайте текст, який видається недостовірним або неякісним. Якщо можливо, перевірте текст за посиланнями, поданими в іншомовній статті. - Докладні рекомендації: див. Вікіпедія:Переклад. |